# Piatra (okręg Ardżesz)
Piatra – wieś w Rumunii, w okręgu Ardżesz, w gminie Brăduleț. W 2011 roku liczyła 76 mieszkańców.